# Merauke
Merauke este un oraș din Indonezia.